# Agoliinus ashworthi
Agoliinus ashworthi är en skalbaggsart som beskrevs av Gordon 2006. Agoliinus ashworthi ingår i släktet Agoliinus och familjen Aphodiidae. Inga underarter finns listade i Catalogue of Life.